# Canon RF 28-70mm f/2L USM
El Canon RF 28-70mm f/2L USM és un objectiu zoom el qual esta entre una focal normal i teleobectiu, de la sèrie L amb muntura Canon RF.
Aquest, va ser anunciat per Canon el 5 de setembre de 2018, amb un preu de venda suggerit de 3.449€.
Actualment, és l'òptica zoom de la sèrie RF de Canon més lluminosa, amb un f/2.0.
Aquest objectiu és un tot terreny, per tant es pot utilitzar per fotografia de paisatge i retrat.

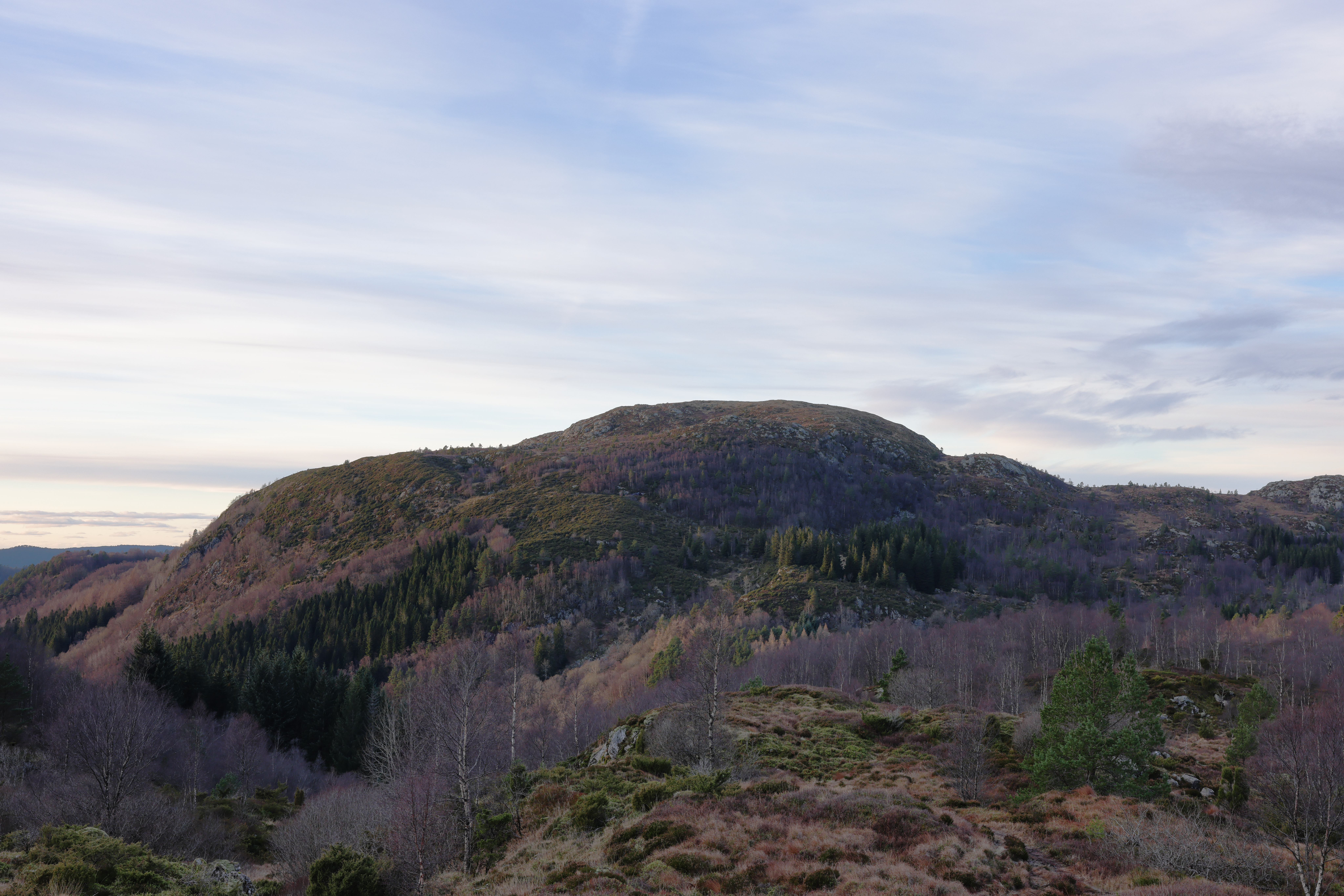
Paisatge fotografiat a 45mm amb el Canon RF 28-70mm f/2L USM

## Característiques
Les seves característiques més destacades són:
- Distància focal: 28-70mm
- Obertura: f/2 - 22
- Motor d'enfocament: USM (Motor d'enfocament ultrasònic, ràpid i silenciós)
- Distància mínima d'enfocament: 39cm
- Rosca de 95mm
- Distorsió òptica a 28mm de -2,8% (tipus barril) i a 500mm de 0,42% (tipus coixí). Amb la correcció de lent activada aquests efectes són inapreciables.[4]
- En format RAW, a 28mm i f/2 l'objectiu ombreja les cantonades amb gairebé tres passes de llum, a partir de f/5.6 aquest efecte ja disminueix molt, quedant en un pas. Amb la correcció de lent activada, aquest ombrejat es veu molt reduït, a f/2 amb una mica més d'un pas de llum i a f/5.6 amb mig pas de llum.[4]
- En format RAW, a 70mm i f/2 l'objectiu ombreja les cantonades amb gairebé dos passes i mitja de llum, a partir de f/5.6 aquest efecte ja disminueix molt, quedant en gairebé mig pas. Amb la correcció de lent activada, aquest ombrejat es veu molt reduït, a f/2 amb una 0,7 passes de llum i a f/5.6 amb 0,28 passes de llum.
- La millor qualitat òptica durant tota la focal la trobem a f/2.8.[4]

## Construcció[5]
- Consta d'un botó per bloquejar el zoom
- La muntura i les parts internes són de metall, mentre que les altres parts són de plàstic.
- El diafragma consta de 9 fulles, i les 19 lents de l'objectiu estan distribuïdes en 13 grups.
- Consta de quatre lents asfèriques, tres d'ultra baixa dispersió, un revestiment de sublongitud d'ona i un revestiment d'esfera d'aire (ajuden a reduir els efectes fantasma).

## Accessoris compatibles[6]
- Tapa E-95
- Parasol EW-103
- Filtres de 95mm
- Tapa posterior RF
- Funda LP1424

## Objectius similars amb muntura Canon RF
- Canon RF 24-70mm f/2.8L IS USM[7]